# Lychas variatus
Espèce
Synonymes
- Isometrus variatus Thorell, 1876
- Isometrus thorellii Keyserling, 1885
- Isometrus variatus papuanus Thorell, 1888
- Isometrus armatus Pocock, 1891
- Lychas marmoreus kimberleyanus Kraepelin, 1916
- Lychas spinatus Kraepelin, 1916
- Lychas spinatus besti Glauert, 1925
- Lychas spinatus pallidus Glauert, 1925
- Lychas lappa Glauert, 1954
- Lychas timorensis Lourenço, 2018

Lychas variatus est une espèce de scorpions de la famille des Buthidae.

## Distribution
Cette espèce se rencontre à Australie, en Nouvelle-Guinée, aux Salomon et à Timor,.

## Description
La femelle holotype mesure 39,5 mm.
Lychas variatus variatus mesure de 36 à 50,5 mm.
Lychas variatus canopensis mesure de 27 à 29 mm.

## Liste des sous-espèces
Selon The Scorpion Files (20/01/2021) :
- Lychas variatus variatus (Thorell, 1876)
- Lychas variatus canopensis Lourenço & Qi, 2007

## Systématique et taxinomie
Cette espèce a été décrite sous le protonyme Isometrus variatus par Thorell en 1876. Elle est placée dans le genre Archisometrus par Kraepelin en 1895 puis dans le genre Lychas par Pocock en 1900.

## Publications originales
- Thorell, 1876 : « Études Scorpiologiques. » Atti della Societa Italiana di Scienze Naturali, vol. 19, p. 75–272 (texte intégral).
- Lourenço & Qi, 2007 : « Scorpions from the rainforest canopy of New Guinea and description of a new subspecies of Lychas C.L. Koch, 1845 (Scorpiones: Buthidae). » Bulletin de l'Institut Royal des Sciences Naturelles de Belgique Entomologie, vol. 77, p. 157--161 (texte intégral).